# Althea & Donna
Althea & Donna was een Jamaicaans reggaeduo, bestaande uit de zangeressen Althea Rose Forrest (Kingston, 1961) en Donna Marie Reid (Kingston, 1960).

## Geschiedenis
Forrest en Reid hadden net de school in Kingston verlaten, toen ze door producent Joe Gibson en songwriter Errol Thompson werden ontdekt. Thompson schreef voor hen de song Uptown Top Ranking, waarmee ze een nummer 1-hit scoorden in de Jamaicaanse hitparade. Bij de BBC kwam de single in handen van de Britse radiopresentator John Peel, die zo enthousiast was door de song, dat hij deze doorlopend draaide in het dagprogramma van de BBC.
Na zeven weken in de hitlijst steeg Uptown Top Ranking in februari 1978 voor een week naar de nummer 1-positie van de Britse hitparade. De song beschrijft de seksuele afleiding van een niet in de stad wonende in Kingston. Als muzikanten waren Sly Dunbar (drums) en Robert Shakespeare bij de opnamen betrokken. De song bleef de enige hit van de beide zangeressen en aldus werden ze in de boeken geschreven als eendagsvlieg. In 1982 bracht het duo Tandem de Duitse coverversie Ein Typ wie du uit. In 1998 en 2002 kwamen er coverversies van Black Box Recorder en Joni Rewind & Estelle Swaray.

## Privéleven
Tegenwoordig wonen en werken Althea Forrest en Donna Reid in New York.

## Discografie

### Singles
- 1977: Uptown Top Ranking
- 1977: Going to Negril
- 1978: Puppy Dog Song
- 1978: Love One Another
- 1978: Make a Truce
- 1978: Ranking Baby
- 1989: Fresh and Clean
- 1995: Mr Lee
- 1995: Top Rankin

### Albums
- 1978: Uptown Top Ranking (Frontline)